# Joan Eloi Vila
Joan Eloi Vila de Paz (Barcelona, 12 de abril de 1959 - Ibidem., 17 de enero de 2021) fue un músico español.

## Guitarrista
Joan Eloi Vila estudió el Conservatori Superior de Musica del Liceu, en el Centre d'Estudis Musicals, en el Aula de Música Moderna y Jazz, y en 10 Master-Class con Joe Pass en Francia. Fue miembro del grupo infantil Els Xipis y colaboró con la orquesta barcelonesa La Salseta del Poble Sec y ha tenido una amplia carrera acompañando a artistas consagrados en sus giras: Jimmy Page, Joan Baptista Humet (de 1980 a 1984), Joaquín Sabina, o Joan Isaac, además de acompañar a otros como Litus o Albert Fibla.
Vila publicó un disco como solista en 2000: "40 anys i un dia" (Salseta Records). En 2012 decide formar el dúo "BCN swing" junto al vocalista Philip Stanton.

## Televisión[6]
En televisión participó en programas como Eugeni, 5 millor que 2, Ángel Casas Show, Bonic vespre y La noche abierta. Pero realmente destacó en los programas donde participó con Andreu Buenafuente, donde dio su salto a la fama en “La cosa nostra”, Una altra cosa, Sense títol, Sense títol 2, Sense títol, S/N, y Buenafuente y BFN.
Comenzó a trabajar en televisión con el humorista Andreu Buenafuente como miembro de la banda de música del programa Sense Títol. Unos años después, ocasionalmente tiene breves réplicas con Andreu, en el programa La Cosa Nostra (1999). Posteriormente, Buenafuente pasó a la cadena Antena 3 con programa homónimo en 2005 y le acompañó, así como en su paso a La Sexta. 
Ha participado tocando junto con los miembros de la banda de BFN en emisiones especiales de La Sexta tales como Cómo superar el fin de año con Berto Romero y Ana Morgade (31 de diciembre de 2009), El 2011 con Berto Romero y Ana Morgade (fin de año 2010). En 2012 comenzó su participación en el programa de Antena 3 Buenas noches y Buenafuente.

## Discografía
Disco en solitario: 
40 anys i un dia (2000), cuyas canciones son:
1. "Ain't no sunshine"
2. "Oféndeme"
3. "Estrella Eloika"
4. "Nana"
5. "Carmen"
6. "A child is born"
7. "Se que t'estimaré", canta Mone.
8. "Serem i som"
9. "Ets com toques"
10. "Gin Toni"